# Солис-Чико
Солис-Чико (исп. Arroyo Solís Chico) — река на юге республики Уругвай.

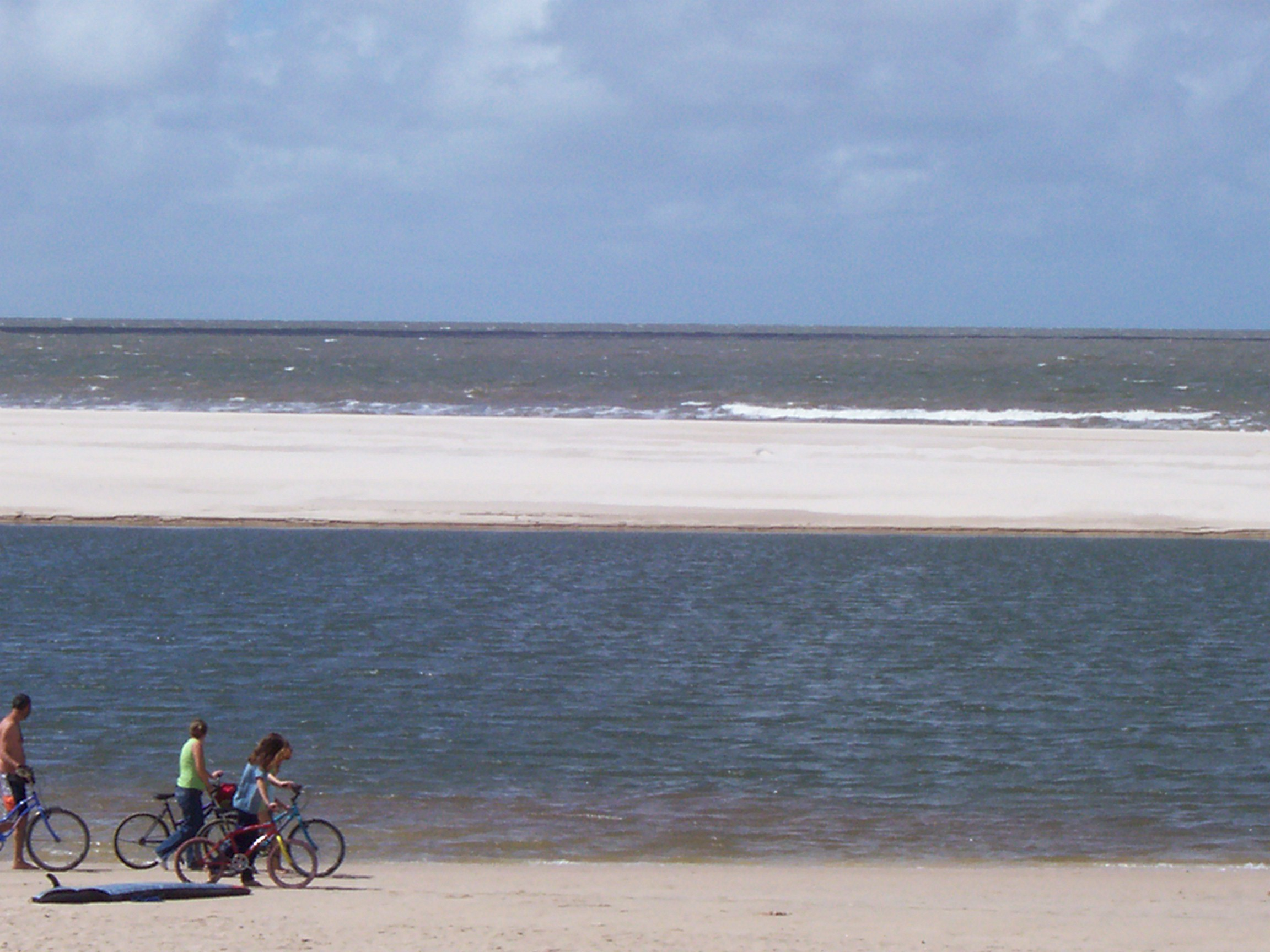
Река Солис-Чико перед впадением в Ла-Плату

## География
Река Солис-Чико берёт начало на возвышенности Кучилья-Гранде на высоте 100 метров в департаменте Канелонес, течёт в южном направлении, впадает в Ла-Плату между курортными городами Парке-дель-Плата и Ла-Флореста. Длина реки составляет 47 км, а её бассейн занимает площадь около 769 км².